# King’s Bounty. Легенда о рыцаре
King’s Bounty. Легенда о рыцаре (англ. King's Bounty: The Legend, первоначально «Легенда о рыцаре», англ. Battlelord; англ. king’s bounty — королевская щедрость, королевская награда) — фэнтезийная компьютерная ролевая игра с элементами пошаговой стратегии, ремейк классической King’s Bounty 1990 года, разработанный компанией Katauri Interactive и выпущенный компаниями 1C и Atari. Релиз игры в России состоялся 25 апреля 2008 года, в США и Европе игра вышла 23 сентября того же года.
10 апреля 2009 года вышло дополнение к игре — «King’s Bounty: Принцесса в доспехах».
Действие игры разворачивается в вымышленном мире Эндории, причём сюжет никак не связан с оригинальной игрой. Игрок выступает в роли королевского искателя сокровищ, исполняющего приказания короля за вознаграждения и дворянские звания.
«King’s Bounty. Легенда о рыцаре» получила положительный отклик среди российской и большей части западной игровой прессы; средняя оценка на Metacritic, MobyGames и Game Rankings составила 79, 82 и 81,88 балла из 100 соответственно.

## Игровой процесс
Игровой процесс «Легенды о рыцаре» построен по принципу оригинальной King’s Bounty. King’s Bounty представляет собой сочетание ролевой игры и пошаговой стратегии.
В ролевой части игрок путешествует по глобальной карте, взаимодействует с активными объектами и общается с неигровыми персонажами. Если же игрок вступает в сражение, то начинается стратегическая часть.
Игрок управляет только одним героем, который движется по глобальной карте в реальном времени, в отличие от игр серии Heroes of Might and Magic.
Перемещения по глобальной карте делится на три типа: передвижение по земле, по воде и посредством порталов и транспорта. Для простого передвижения по земле не требуется никаких дополнительных средств или затрат — стандартный способ путешествий. Для передвижения по воде нужен корабль, который продается только в некоторых местах. Передвижение с помощью порталов и транспорта возможно только в заранее подготовленных для этого местах. Порталы переносят героя мгновенно. Использование транспортного средства (корабля, дирижабля, поезда и подводной лодки) занимает 24 часа игрового времени.
Сражения проходят на разделённом шестиугольном поле в походовом режиме, по принципу боёв, схожему с серией Heroes of Might and Magic. Бой делится на раунды. В каждом раунде ходят все боевые единицы, присутствующие на поле. Очерёдность ходов отрядов определяется специальным параметром — инициативой. В свой ход отряд может перемещаться по полю боя в пределах своей области перемещения, ждать (доступно только в случае, если у него остались очки действия, при этом он перемещается в конец очереди ходов), защищаться (отряд повышает параметр «Защита» до следующего хода, но теряет возможность ходить в данном раунде), атаковать или воспользоваться умением (на атаку, а также на большинство способностей расходуются все доступные очки действия).
Во время хода своего отряда герой может поддерживать свои войска или атаковать неприятеля только с помощью заклинаний или Духов Ярости. Оба действия доступны лишь один раз за раунд, если нет специального умения Высшая Магия, позволяющего использовать книгу магии дважды за раунд один, два или три раза за бой, в зависимости от уровня мастерства.
Герой может вести с собой до пяти различных типов войск. При этом количество отрядов каждого типа определяется лидерством — параметром героя.
Каждый отряд имеет среди прочих характеристик и показатель количества лидерства, необходимого для управления одним таким отрядом. Если суммарное лидерство отряда больше, чем лидерство героя, то герой не может им управлять, что выражается в ограничениях в найме или же выходе из-под контроля, если отряд увеличился на поле боя (это возможно при использовании магии).
Войска нанимаются в городах или отдельных строениях за золото, которое игрок получает при выполнении заданий и за победы в сражениях, также золото можно найти на карте в виде отдельно лежащих кучек, либо же вырывать клады из-под земли (если герой находится рядом с зарытым кладом, то от клада восходит столб света).

### Ролевая система
Игрок может управлять одним из трёх классов персонажей — воином, паладином или магом, класс выбирается при старте игры и сменить его нельзя. Принципиальных различий в управлении персонажами разных классов нет, различаются лишь способности и дополнительные умения персонажей.
Как и в большинстве ролевых игр, герой может развиваться, получать опыт и повышать свой уровень. Опыт в King’s Bounty можно получать двумя способами — выполнять задания и сражаться. При каждом повышении уровня герою предлагается увеличить одну из его характеристик — атаку, защиту (прибавляются к соответствующим параметрам отрядов), интеллект (определяет силу заклинаний), максимальное количество пунктов ярости и маны (ярость используется для вызова Духов, а мана тратится на заклинания) и лидерство. Также есть отдельное дерево умений, разбитое на три составляющих — умения Силы, Духа и Магии.
Для изучения каждого умения требуется определённое количество рун определённого типа, а также, в большинстве случаев, выученные другие умения. Сами разработчики сравнивают систему навыков с деревом умений из Diablo.
Руны в игре бывают трёх типов — руны Силы, Духа и Магии, каждый тип соответствует одному из деревьев умений и одному из классов (Сила — воин, Дух — паладин, Магия — маг). Руны герой может получать в награду за выполнение заданий, при повышении уровня, находить на карте, а также находить в сундуках на поле боя.
Также руны можно покупать, достигнув определённой точки в развитии сюжета, но делать это можно только в одном месте.
Также на характеристики и способности героя могут влиять артефакты (уникальные предметы), жёны и дети. Каждый артефакт занимает один из специальных слотов — шлем, щит, плащ и пр. Некоторые артефакты обладают «моралью», которая зависит от разных факторов — параметров героя, состава его армии, его поведения и так далее. Если «мораль» артефакта упадёт ниже определённого порога, то он прекращает действовать и его надо «усмирять» — сражаться с его хранителями.
Детей герою может рожать жена, для этого нужно выбрать соответствующую реплику при диалоге с ней. Всего в игре предусмотрено шесть различных жён, доступ к которым открывается по мере прохождения, при этом одновременно у героя может быть лишь одна из них. Каждая жена обладает своим бонусом, а также даёт четыре дополнительных ячейки для ношения артефактов.
Но если завести ребёнка, то он вместе с постоянным бонусом навсегда занимает ячейку. Если же развестись с женой, то она забирает с собой содержимое своих слотов, будь то артефакты или дети, и пятую часть денежного состояния героя.

### Шкатулка Ярости
С определённого сюжетного момента протагонист получает доступ к Шкатулке ярости и четырём Ду́хам Ярости (также Ду́хи Войны), вызываемым с помощью шкатулки.
- Зерок — дух камня,
- Слиим — болотный дух,
- Лина — дух льда, первоначально — грозы.
- Жнец (от прозвища смерти англ. Grim Reaper — «Мрачный Жнец») — дух времени, представленный в виде скелета в балахоне с косой.

Каждый дух становится доступен после выполнения отдельного задания. Духи ярости так же, как и герой, могут повышать свой уровень, при этом они могут учить новые приёмы, либо совершенствовать имеющиеся.
Всего у каждого духа четыре умения, которые он может применять на поле боя. На их использование тратится ярость — параметр, накапливаемый во время боя и понижающийся в остальное время (но его уровень можно повысить и на карте, с помощью специального артефакта). Духов нельзя использовать во время битв с боссами.

### Магия
В отличие от игр серии Heroes of Might and Magic, в King’s Bounty отсутствует «походная» магия, все доступные в игре заклинания предназначены для использования в сражениях.
Магия в игре делится на три школы: Порядка, Хаоса и Искажения.
Во всех школах присутствуют заклинания, наносящие урон противнику, заклинания, понижающие характеристики вражеских юнитов, и заклинания, повышающие характеристики своих юнитов. На применение заклинаний тратится мана, её количество зависит от конкретного заклинания. Мана восстанавливается как вне боя, так и во время (для этого нужно специальное умение или артефакты), скорость зависит от навыков героя, кроме того, полный запас маны герой получает при посещении специальных источников на глобальной карте.
Игрок может применять заклинания как из своей книги магии, так и из отдельных свитков, при этом каждый свиток можно использовать лишь единожды. В книгу магии заклинания можно добавлять также из свитков, при этом надо тратить отдельный ресурс — магические кристаллы.
Кроме того, за те же магические кристаллы можно улучшать доступные в книге магии заклинания, повышая их вплоть до третьего уровня.

## Сюжет

Гигантская черепаха — единственный босс, с которым игрок обязан сражаться; двое других — кракен и гигантский паук — объекты второстепенных заданий

В «Легенде о рыцаре» присутствует только один режим игры — сюжетная кампания. История подаётся в виде неозвученных диалогов героя с персонажами, озвучивание в игре встречается лишь единожды — во вступлении. Продвигаясь по сюжету, игрок получает титулы, дающие прибавку к его лидерству.
Игра начинается с того, что протагонист должен сдавать выпускные экзамены в школе, чтобы определить, какую работу ему поручат — искателя сокровищ, охотника на драконов или истребителя нечисти. В качестве одного из испытаний герою предстоит спасать от дракона манекен принцессы.
Вне зависимости от действий игрока он получит титул королевского искателя сокровищ.
Получив работу при дворе короля Дариона Марка Леонара, герой начинает выполнять для него задания — искать разбойников, ограбивших сборщика налогов, помогать старшему брату короля, отрёкшемуся от престола, и доставлять специальные грузы. После выполнения третьего задания в руки к герою попадает шкатулка ярости.
После этого король даёт герою задание разузнать, что происходит на одном из подконтрольных островов. Герой летит туда на дирижабле и встречается с орочьим шаманом, управляющим огромной черепахой — первым из трёх боссов в игре. После победы над черепахой герою даётся поручение отправиться на архипелаг Острова Свободы, контролируемый пиратами, чтобы получить карты шахт, требующиеся из-за грядущей войны с королевством гномов Кордаром. Карты эти находятся у пирата по имени Счастливчик Джеймс. У него в шахтах трудятся рабы-гномы. По возвращении в Дарион герой рассказывает королю об этом, и тот постановляет разобраться с этим, поскольку рабство в Дарионе запрещено. Следы приводят к барону Ахею, выкупившему пограничные между Дарионом и Кордаром — Крейстонские шахты, который и развязал войну между гномами и людьми. Когда игрок побеждает войска Ахея, король Марк поручает доставить мирный договор королю гномов. Герой отправляется в Кордар, но король гномов Торн Дигор не верит в добрые намерения людей и просит отбить замок, в котором живёт его сын, от захвативших его демонов. Только после этого он соглашается подписать договор.
Когда герой возвращается к королю Марку, тот сообщает ему, что за время его отсутствия эльфы похитили принцессу Амели, единственную наследницу престола. Чтобы вернуть её, игроку надо отправиться в страну эльфов Эллинию. Там он узнаёт, что королева эльфов Фиолетта потеряла рассудок, потому что её душу похитил предводитель нежити Карадор. Чтобы вернуть королеву к жизни, герой с помощью книги мёртвых отправляется в загробный мир, представляющий собой отражение Эллинии. После победы над Карадором к Фиолетте возвращается разум, и герой узнаёт, что принцессу забрали орки на свой остров Мурок. Морской дороги туда нет, и по воздуху добраться туда тоже невозможно, единственный путь лежит через магический лабиринт Хааса, запечатанный несколько веков назад. Ключ от лабиринта находился у гномов, но когда герой приходит за ним к Торн Дигору, тот сообщает, что ключ был похищен во время нашествия демонов. Герой спускается в самые нижние шахты и через портал попадает в мир демонов, где и находит ключ от лабиринта. Пройдя через лабиринт Хааса, представляющий собой сложную систему порталов, герой попадает в Мурок, на континент орков. После сражения с предводителем орков один из шаманов рассказывает герою, что принцесса Амели — божественный ребёнок, и что её слёзы обладают особым эффектом. Герой заставляет орков отвезти его туда, где они держат принцессу, и те доставляют его туда на Архалёте — огромной летающей машине.
Герой оказывается на голове огромной черепахи, которая держит на себе мир — Эндорию. На её голове герой находит Амели, но тут на него нападают драконы во главе с драконом Хаасом, организовавшим похищение принцессы. После победы над ними герой забирает принцессу и возвращает её отцу. В знак благодарности король присваивает ему титул Искателя Миров.

## Пасхальные яйца
В «Легенду о рыцаре» разработчики встроили большое количество пасхальных яиц:
- Имя главного героя игры — Билл Гилберт — это псевдоним хакера, прославившегося взломом игр для ZX Spectrum в 1980—90-х годах и оставлявшего в них свой автограф в виде строчки «Cracked by Bill Gilbert». Имя известно преимущественно в России и Восточной Европе, поскольку именно здесь были актуальны взломанные игры; сам хакер, скрывающийся за псевдонимом Билл Гилберт, по некоторым источникам житель Польши[25].
- Одним из второстепенных персонажей игры является художник Алекс Артист, утверждающий, что он служил мастеру Катауро. Это имя является никнеймом Александра Язынина — главного художника Katauri Interactive[26]. Имя одного из детей, которые могут родиться у главного героя, — Айвен — является ником геймдизайнера Ивана Магазинникова[27].
- Также в King’s Bounty содержатся несколько намёков на предыдущий проект разработчиков — дилогию «Космические рейнджеры»: среди гербов, которые может выбрать себе игрок, присутствует иконка игры, один из второстепенных персонажей употребляет в своей речи распространённую фразу из этой игры, а имена людей-лягушек сходны с именами космических пиратов[28][29]. Кроме того, в игре присутствует торговец Лью Клисан (клисаны — раса из «Космических рейнджеров»), а при убийстве одного из персонажей на экран выводится надпись, почти идентичная сообщению о гибели героя в «Космических рейнджерах»[27].
- Согласно одному из второстепенных заданий герою нужно поймать птицу Говорун, улетевшую от хозяина — прямой намёк на творчество Кира Булычёва.
- Среди имён детей встречаются Гуглик и Гэндальф[27][30].
- На Островах Свободы живут пираты Билл Килл (аллюзия на фильм «Убить Билла») и Билл Мюррей (имя американского актёра)[27].
- В животе гигантской рыбы в Подземном Море можно найти гнома-философа по имени Умдар Диген, который прославился тем, что жил в бочке. Это аллюзия на знаменитого античного мыслителя Диогена[23].

## Разработка и поддержка

### Разработка
| Системные требования    | Системные требования          | Системные требования          |
| ----------------------- | ----------------------------- | ----------------------------- |
|                         | Минимальные                   | Рекомендуемые                 |
| Microsoft Windows       |                               |                               |
| ОС                      | Windows XP/Vista              | Windows XP/Vista              |
| ЦПУ                     | 2,6 ГГц                       | 3,2 ГГц                       |
| Объём ОЗУ               | 1 ГБ                          | 2 ГБ                          |
| Место на диске          | 5,5 ГБ                        | 5,5 ГБ                        |
| Информационный носитель | DVD                           | DVD                           |
| Видеокарта              | 128 МБ                        | 256 МБ                        |
| Устройства ввода        | компьютерная мышь, клавиатура | компьютерная мышь, клавиатура |

Разработка «Легенды о Рыцаре» началась в 2004 году, во время бета-теста «Космических рейнджеров 2».
Тогда игра называлась просто «Легенда о рыцаре», английским названием было Battlelord.
Анонс состоялся 5 мая 2006 года.
31 октября того же года состоялось открытие официального сайта игры, который был тогда расположен по адресу battlelord.ru.
Игра была представлена на первом «Игромире», проходившем 4 и 5 ноября 2006 года в Москве. «Игромания» тогда написала:

На сегодняшний день «Легенда о рыцаре» видится одним из самых перспективных отечественных проектов. Очевидно, что игру делают увлечённые и талантливые люди, способные сработать не очередной клон, а исполненное атмосферы приключение.
— журнал «Игромания»
В марте 2007 года 1С удалось приобрести права на бренд King’s Bounty, и игра была переименована.
В связи с этим официальный сайт также переехал на новый адрес — kingsbounty.ru.
Благодаря новому названию игра привлекла внимание зарубежной игровой прессы.
После этого право на издание игры в Северной Америке приобрела Atari.
Сами разработчики заявили, что, предлагая в качестве одного из вариантов названия King’s Bounty, не ожидали, что 1С удастся получить права на торговую марку.
В апреле того же года «Легенда о рыцаре» получила приз от прессы на пятой Конференции разработчиков компьютерных игр.
В том же году 1С привезли King’s Bounty на E3. Обозреватель IGN тогда написал:

[Игра] смешивает исследования в реальном времени с пошаговой боевой системой в стиле RPG, выделяющейся из мириадов наштампованных клонов World of Warcraft. Она не станет самой красивой или оригинальной ролевой игрой, но если вы до сих пор помните оригинальную King’s Bounty или просто хотите пошаговую тактическую ролевую игру, то она может прийтись вам по вкусу.
Оригинальный текст (англ.)The RPG adventure blends real-time exploration with a turn-based combat system for a throwback style of RPG that stands out from the myriad World of Warcraft clones that have sprung up out of the woodworks. It isn't the most beautiful or original RPG on the way, but if you still have fond memories of the original King's Bounty or just want a turn-based tactical RPG, then it just might appeal to your tastes.
— IGN

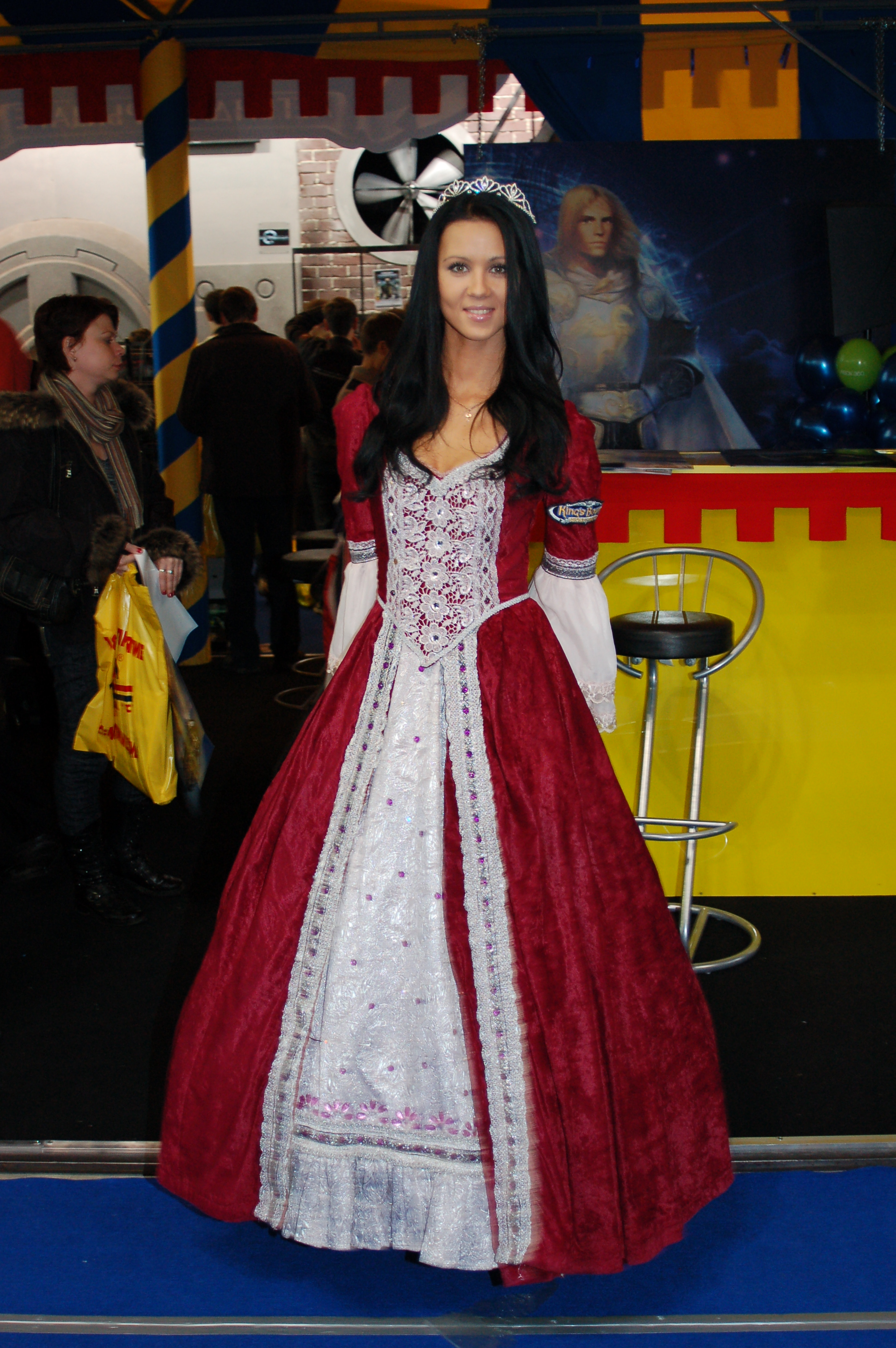
Стенд King’s Bounty на «Игромире» 2007

В ноябре игра снова была представлена на «Игромире» и получила награду «Игра выставки» от редакции «Игромании».
Редакция игрового портала Absolute Games при подведении итогов 2007 года назвала King’s Bounty «возможной лучшей игрой 2008 года».
На КРИ 2008 игра была представлена в номинациях «лучшая игра», «лучший игровой дизайн», «лучшая графика», «лучшая ролевая игра» и «лучшая приключенческая игра»; из них победила в «лучшей игре», «лучшем игровом дизайне» и «лучшей ролевой игре», при этом «Легенде о рыцаре» также достался «приз зрительских симпатий», а глава Katauri Interactive Дмитрий Гусаров получил приз от прессы.
За время разработки дата выхода «Легенды о рыцаре» менялась несколько раз. Первоначально планировалось, что игра должна будет выйти в начале 2007 года, потом выпуск сдвинули на зиму того же года.
Игровой портал Gameland.ru включил «Легенду о рыцаре» в список самых ожидаемых игр 2007 года для PC.
Позже дата выхода была перенесена на 2008 год. 29 февраля 2008 года разработчики объявили, что игра отправится в печать 31 марта и выйдет 18 апреля.
Но в итоге King’s Bounty отправилась в печать 14 апреля и вышла в России 25 апреля.
Перед выпуском англоязычной версии игры в США была выпущена демоверсия, хотя русскоязычная демоверсия не выпускалась. Англоязычная версия King’s Bounty вышла 23 сентября 2008 года.

### Патчи
Некоторые рецензенты в обзорах к игре обратили внимание на небольшое количество багов, некоторые из которых осложняли прохождение.
Первый патч к игре, обновляющий её до версии 1.1, вышел ещё за три дня до официального релиза — 22 апреля 2008 года.
В день выпуска вышел патч 1.2, за ним последовали патчи вплоть до 1.7. Начиная с патча 1.6, в игре отключена защита StarForce. Большинство из них касались исправлений ошибок, корректировки баланса и изменений в квестах, лишь патч 1.6.3 добавил в игру чит-коды и возможность запуска в dev-режиме, предназначенном для разработчиков модификаций. Патчи скачиваются либо с сайтов разработчика или издателя, либо автоматически с помощью встроенных в игру средств.

## Игровой движок
«Легенда о рыцаре» использует движок TheEngine, разработанный воронежской студией Skyfallen Entertainment. Со времени своего появления в 2002 году он использовался во всех проектах Skyfallen, а также в играх «Санитары подземелий», «Не время для драконов» и «Кодекс войны».
В King’s Bounty использовалась изменённая версия этого движка. По утверждению геймдизайнера Ивана Магазинникова, его пришлось очень сильно изменять и дорабатывать, а некоторые аспекты были переписаны заново под нужды игры. При этом разработчики заявили, что выбрали именно этот движок по предложению издателя — 1С.

## Саундтрек
Долгое время после анонса игры разработчики не давали никакой информации о музыкальном сопровождении игры. Лишь через год после анонса стало известно, что музыку будет писать Виктор Краснокутский из калининградской студии TriHorn Productions, ранее работавшей над саундтреками к играм «Восхождение на трон», «Не время для драконов» и «Кодекс войны».
Через некоторое время стало известно, что кроме TriHorn Productions над саундтреком трудится независимый композитор Михаил Костылев, пишущий под псевдонимом Lind Erebros.
Также участие в написании музыки приняла Анастасия Панкова из TriHorn Productions.
Все композиции в игре, кроме одной, исполняются симфоническим оркестром без каких-либо дополнений. И лишь одна из них («В тени Древа») включает пятистишье, написанное композитором Михаилом Костылевым и исполняемое певицей Еленой Романовой:
«Ветер с ветвей сорвёт,

Вдаль листья унесёт,

Развеет над землёй…

Кто в душе с весной,

В древе жизни вечность обретёт».
| №   | Название                   | Автор(ы)            | Английское название         | Длительность |
| --- | -------------------------- | ------------------- | --------------------------- | ------------ |
| 1.  | «Битва умов»               | Михаил Костылев     | Battle of minds             | 1:17         |
| 2.  | «Кампания»                 | TriHorn Productions | Campaign                    | 2:39         |
| 3.  | «Тёмное затмение»          | Михаил Костылев     | Dark eclipse                | 1:54         |
| 4.  | «Земля мёртвых»            | TriHorn Productions | Dead land                   | 2:01         |
| 5.  | «Поражение»                | —                   | Defeat                      | 0:21         |
| 6.  | «Путь дракона»             | Михаил Костылев     | Dragon pass                 | 2:15         |
| 7.  | «Дуэль ветров»             | Михаил Костылев     | Duel of winds               | 2:27         |
| 8.  | «Цитадель»                 | Михаил Костылев     | Dungeon                     | 2:02         |
| 9.  | «Страх»                    | TriHorn Productions | Fear                        | 2:36         |
| 10. | «Подвиг оружия»            | TriHorn Productions | Feat of arms                | 2:09         |
| 11. | «Великолепное путешествие» | Михаил Костылев     | Glory ride                  | 1:45         |
| 12. | «Шахты гномов»             | Михаил Костылев     | Gnome mines                 | 1:57         |
| 13. | «Атака голема»             | Михаил Костылев     | Golem attack                | 1:51         |
| 14. | «Тёмные земли»             | Михаил Костылев     | Grounds of the darkness     | 2:12         |
| 15. | «Кара Хаоса»               | Михаил Костылев     | Hammer of the Chaos         | 2:48         |
| 16. | «Родные земли»             | Михаил Костылев     | Home lands                  | 2:26         |
| 17. | «В сердце битвы»           | Михаил Костылев     | In the heart of battle      | 2:03         |
| 18. | «Путешествие»              | TriHorn Productions | Journey                     | 3:04         |
| 19. | «Рыцарь»                   | TriHorn Productions | The Knight                  | 2:42         |
| 20. | «Повышение уровня»         | —                   | Level up                    | 0:06         |
| 21. | «Гора Короля гномов»       | Михаил Костылев     | Mountain of the Dwarf King  | 2:40         |
| 22. | «Грибная пещера»           | Михаил Костылев     | Mushroom cave               | 1:53         |
| 23. | «Священные поиски»         | Михаил Костылев     | Sacred quest                | 3:14         |
| 24. | «Осада»                    | Михаил Костылев     | Siege                       | 2:17         |
| 25. | «Паучья пещера»            | Михаил Костылев     | Spider cave                 | 1:48         |
| 26. | «Храм Вечности»            | Михаил Костылев     | Temple of Eternity          | 1:51         |
| 27. | «Бездна»                   | TriHorn Productions | The Deep                    | 1:25         |
| 28. | «Легенда о рыцаре»         | TriHorn Productions | The legend                  | 3:09         |
| 29. | «К горизонту»              | Михаил Костылев     | To the horizon              | 1:58         |
| 30. | «Черепаха»                 | —                   | Turtle                      | 0:11         |
| 31. | «Черепашья трясина»        | TriHorn Productions | Turtle bog                  | 2:25         |
| 32. | «В тени Древа»             | Михаил Костылев     | Under the shadow of the oak | 2:48         |
| 33. | «Долина тысячи рек»        | Михаил Костылев     | Valley of a thousand rivers | 3:06         |
| 34. | «Победа»                   | —                   | Victory                     | 0:19         |
| 35. | «Рог всадника»             | Михаил Костылев     | Warlord horn                | 2:59         |
| 36. | «Дорога к тёмному за́мку»   | Михаил Костылев     | Way to the dark castle      | 2:07         |

## Отзывы
| Сводный рейтинг       | Сводный рейтинг        |
| Агрегатор             | Оценка                 |
| --------------------- | ---------------------- |
| GameRankings          | 81,88 %                |
| Metacritic            | 79 из 100 (25 обзоров) |
| MobyRank              | 82 из 100 (22 обзора)  |
| Иноязычные издания    |                        |
| Издание               | Оценка                 |
| ActionTrip            | 8,6 из 10              |
| Edge                  | 60 из 100              |
| Eurogamer             | 9 из 10                |
| GameSpot              | 8,0 из 10              |
| GameSpy               | 4,5 из 5               |
| IGN                   | 8,1 из 10              |
| PC Games              | 79                     |
| Русскоязычные издания |                        |
| Издание               | Оценка                 |
| 3DNews                | 9,5 из 10              |
| Absolute Games        | 93 %                   |
| «PC Игры»             | 9,5 из 10              |
| PlayGround.ru         | 8,8 из 10              |
| «Игромания»           | 9 из 10                |
| «ЛКИ»                 | 90 %                   |
| «Мир фантастики»      | 10 из 10               |
| FANтастика            | 5 из 5                 |
| Награды               |                        |
| Издание               | Награда                |
| AG.ru                 | Лучшая игра 2008       |

Журналист IGN Джимми Тэнг (англ. Jimmy Thang) написал, что ждал от King’s Bounty опыта, похожего на Heroes of Might and Magic, при первом запуске из-за ракурса камеры принял игру за клон Diablo, но сделал вывод, что игра от них сильно отличается, хотя чувствуется и знакомый опыт. Геймплей он оценил высоко, но посчитал, что игра слишком сложна, графика слаба, а сюжет является лишь оправданием для связывания заданий:

Тем, кто ищет в King’s Bounty интересную историю, лучше поискать её в другом месте. Здесь нет кат-сцен, как у Blizzard, и 99 % сюжета представляют собой деревья диалогов. Попытка сделать интересные диалоги сталкивается со множеством опечаток. Квесты заполнены стереотипными сказками про Царевну-лягушку, и не стоит ждать захватывающего рассказа. Текст преуспевает в придании квестам смысла и только.
Оригинальный текст (англ.)Those looking for an involving story in King's Bounty may have to look elsewhere. There are no Blizzard-esque cut-scenes here and 99% of the story is presented through dialogue trees. While an attempt was made at keeping the text interesting, you'll often come across typos. The quests are usually filled with the stereotypical frog-turns-into-a-princess tale, so don't expect to be blown away by the narrative. The text succeeds at making sense of quests, but nothing more.
— IGN
Аллен Рош (англ. Allen Rausch), рецензент GameSpy, тоже обратил внимание на низкое качество английского перевода игры, но посчитал, что подобные недостатки не должны отпугнуть игроков от King’s Bounty. Он написал, что ролевые элементы являются «сахарным покрытием для невероятно глубокого и приятного стратегического опыта» (англ. sugarcoating for an incredibly deep and enjoyable strategic experience). Также он наградил игру «выбором редакции».
Обозреватель GameSpot Бретт Тодд (англ. Brett Todd) написал, что «Легенда о рыцаре» намного превосходит большинство ремейков старых игр. В отличие от рецензента IGN, он охарактеризовал уровень сложности положительно. К положительным качествам игры он отнёс геймплей, визуальный дизайн и сюжет, а к отрицательным — отсутствие инноваций и многопользовательского режима.
Дэн Уайтхед (англ. Dan Whitehead), журналист Eurogamer, сравнил игру с вышедшей на месяц позже Fable 2 и написал, что King’s Bounty может предоставить игрокам «более богатый и разнообразный опыт» (англ. a richer and more diverse experience). Он отметил высокую детализацию пейзажей в игре, но написал, что движок не соответствует требованиям игры такого класса.
Константин Фомин, рецензент Absolute Games, назвал игру «гениальной компиляцией»:

«Легенда о рыцаре» близка по духу к проектам этой именитой компании Blizzard. Она развлечёт и новичков, не слышавших о «ролёвках», King’s Bounty или HoMM, и бывалых ветеранов, не признающих сложность ниже Impossible. Её интерфейс — эталон красоты и удобства, а графика — лучшая реклама далеко не передовому движку «Магии крови». Не заладилось лишь с музыкой, мигом вылетающей из головы.
— 
Обозреватель сайта Gameland.ru Вадим Бобров положительно отозвался о сбалансированности игры и посчитал отсутствие озвучивания плюсом, но подверг критике неинформативную мини-карту и некоторые особенности интерфейса. Он похвалил графику и разнообразие тактических схем, но обратил внимание, что обилие второстепенных квестов заглушает основную сюжетную линию.
Александр Куляев, журналист «Мира Фантастики», хвалил графику «Легенды о рыцаре» и написал, что «за игрой действительно хочется провести сутки-другие». Также он написал, что в игре отсутствуют «непомерные системные требования, скучные задания и неинтересные бои».
Обозреватель журнала «PC Игры» Олег Хажинский заявил, что «покосившаяся вывеска „King’s Bounty“ для этого проекта подходит просто идеально, тем более что разработчики отреставрировали её до самоварного блеска».
Журналист «Лучших компьютерных игр» Андрей Ленский, писавший под псевдонимом Ричард Псмит, к недостаткам игры отнёс технический уровень графики и «не вызывающую восхищения» музыку. При этом он очень хвалил дизайнерскую работу и большое количество юмора в игре. А в заключении написал, что «Легенда о рыцаре» «во сто раз больше, разнообразнее и живее своей прародительницы».
Рецензент «Игромании» Георгий Курган написал, что главными достоинствами игры являются сюжет и визуальный дизайн. И в целом он оценил игру очень положительно:

King’s Bounty не содержит ни одного дизайнерского откровения, но всё, что в ней есть, работает так, как ни у кого больше. Это маленький, но очень убедительный шедевр интерактивного искусства. Сотни, тысячи мелких деталей рисуют перед игроком настоящую сказку — во всех смыслах этого слова. Такого, кажется, не бывает: ремейк старомодной PC-игры, переехавший в красочное 3D, становится жанровым откровением.— 
Средние баллы на агрегаторах немного разнились: Game Rankings поставил игре 81,88 % на основе 25 рецензий, MobyGames — 82 балла из 100 на основе 22 обзоров, тогда как оценка Metacritic составила 79 баллов из 100, при этом учитывалось 25 рецензий.

### Награды
Игра получила множество наград от российской игровой прессы по итогам 2008 года.
Редакция игрового портала Absolute Games назвала King’s Bounty «лучшей RPG», «лучшим ремейком или перезапуском серии», «лучшей игрой из России и стран СНГ» и «лучшей игрой года»; кроме того, игра получила награды в номинациях «лучший визуальный ряд» и «(не)оправданные ожидания», а Katauri получила приз как «разработчик года».
Читатели же отдали игре первое место только в номинациях «лучший ремейк или перезапуск серии» и «лучшая игра из России и стран СНГ».
«Игромания» назвала «Легенду о рыцаре» «стратегией года» и «реинкарнацией года».
Журнал «Лучшие Компьютерные Игры» присудил игре вторые места в номинациях «графика года» и «ролевая игра года», а также третье место в номинации «игра года».
«Мир фантастики» назвал King’s Bounty «лучшей отечественной игрой года», а также включил в список «ста главных видеоигр».
Портал CRPG.ru присудил игре победу в номинациях «лучший визуальный ряд», «лучшая ролевая стратегия/тактика» и «лучшая отечественная», а в номинациях «лучший сценарий», «самая атмосферная» и «лучшая игра года» дал игре второе место; по итогам же читательского голосования игра стала лучшей игрой 2008 года.
Сайт OGL.ru назвал «Легенду о рыцаре» «лучшей игрой от отечественных разработчиков».

## Продолжения
Ещё до выпуска «Легенды о рыцаре» глава Katauri и главный геймдизайнер игры Дмитрий Гусаров заявил, что главным героем дополнения станет девушка.
В июле 2008 года Katauri и 1С объявили о начале конкурса идей для продолжения.
31 октября состоялся анонс новой игры, получившей подзаголовок «Принцесса в доспехах», 3 ноября был анонсирован выход английской версии, получившей название King’s Bounty: Armored Princess.
Героиней игры стала повзрослевшая принцесса Амели, игравшая важную роль в сюжете оригинальной игры. В России игра вышла 10 апреля 2009 года, английская версия — 20 ноября.
В мае 2010 года был анонсировано продолжение «Принцессы в доспехах» — «Перекрёстки миров».
Помимо трёх новых сюжетных кампаний в дополнении появилась возможность с помощью специального редактора создавать собственные кампании. Выпуск «Перекрёстков миров» состоялся 17 сентября 2010 года.
Так же как и первое дополнение (и все последующие), «Перекрёстки миров» не требовали от игрока наличия оригинальной версии, по сути являясь stand-alone-дополнением.
В 2011 году была выпущена упрощённая версия оригинальной «Легенды о рыцаре» для мобильных платформ и социальных сетей под названием King’s Bounty: Legions.
Осенью 2011 года было анонсировано продолжение под названием «King’s Bounty: Воин Севера», про викинга по имени Олаф, выход которого был назначен на осень 2012 года.
Игра увидела свет 25 октября 2012 года.
16 мая 2014 года вышла очередная игра серии — «King’s Bounty: Тёмная сторона».
Все дополнения получили в целом положительные оценки от прессы, их средние баллы не падали ниже 70/100.
14 августа 2019 года 1С анонсировали сиквел — King’s Bounty II. Новая часть не будет продолжением сюжета «Легенды о рыцаре» и развернётся в другом игровом мире, стилистика стала более серьёзной, а не сказочной, а жанр поменялся на ролевую игру от третьего лица с элементами тактики — за ориентиры создатели взяли Dragon Age, Gothic или The Witcher. Разработкой занялась внутренняя студия 1С, не имеющая отношения к Katauri, однако продюсером выступил Денис Мальцев, участвовавший в работе над предыдущими частями. Изначально игру планировали перенести на март 2021 для ПК, Xbox One, PlayStation 4 и Nintendo Switch. Но позже 11 февраля на трансляции Epic Games Store была объявлена новая дата выхода игры — 24 августа 2021 года. После выхода сиквел получил смешанные отзывы критиков, его называли добротным, но не удивляющим, а также посредственным — средний балл версии для ПК на Metacritic составил 64/100.